# Починок (Погорельский сельский округ)
В том числе ещё две деревни в таким названием есть в том же сельском поселении, но в Глебовском сельском округе: одна расположена к югу от автомобильной дороги Рыбинск—Глебово, между деревнями Мархачёво и Подорожная, другая расположена вблизи железной дороги Рыбинск—Сонково, между станциями Кобостово и Тихменево
Почи́нок — деревня в Погорельском сельском округе Глебовского сельского поселения Рыбинского района Ярославской области.
Деревня расположена в северной части Глебовского сельского поселения, вдоль правого берега Волги (Рыбинское водохранилище), отделённая от берега небольшой рощей. К северу от деревни стоит деревня Ларионово, а южнее Починка, то есть выше по течению на берегу Волги стоит деревня Могильца. Восточнее Починка проходит автомобильная дорога из центра сельского поселения Глебово на Ларионово. Просёлочная дорога от Починка выходит к этой дороге в деревне Большое Займище.
Селище В окретсностях деревни находится археологический памятник: селище XV—XVI вв. Оно объявлено памятником истории и культуры Рыбинского района.
Деревня Починок указана на плане Генерального межевания Рыбинского уезда 1792 года.
На 1 января 2007 года в деревне числилось 6 постоянных жителей. Деревню обслуживает почтовое отделение, расположенное в центре округа селе Погорелка.